# راكيش روشان
راكيش روشان (ولد راكيش روشان لال ناجراث في 6 سبتمبر 1949) هو منتج هندي ومخرج وكاتب سيناريو ومحرر وممثل سابق في الأفلام الهندية. وهو نجل مخرج الموسيقى الهندي روشانلال ناجراث. ظهر في 84 فيلمًا خلال السبعينيات والثمانينيات حتى عام 1989. كممثل، اشتهر بأدواره الداعمة في الأفلام ذات الميزانية الكبيرة بطولة سانجيف كومار وراجيش خانا في الدور الرئيسي. في وقت لاحق ، حقق شهرة في إخراج الأفلام بعناوين تبدأ بالحرف "K" منذ عام 1987. كمخرج، تشمل أعماله الأكثر شهرة الدراما Khudgarz (1987) ، الدراما الانتقامية Khoon Bhari Maang (1988)، الدراما الكوميدية كيشين كانهايا (1990)، فيلم الجريمة كاران أرجون (1995)، الرومانسية كاهو نا ... بيار هاي (2000)، الخيال العلمي كوي ... ميل جايا (2003) وسلسلة أفلام كريش (2006-2013) ). فاز روشان بجائزة فيلم فير لأفضل مخرج عن إخراج الأفلام. Kaho Naa ... Pyaar Hai and Koi ... Mil Gaya. هو والد الممثل هريثيك روشان.

## وصلات خارجية
- راكيش روشان على موقع IMDb (الإنجليزية)
- راكيش روشان على موقع ألو سيني (الفرنسية)
- راكيش روشان على موقع أول موفي (الإنجليزية)
- راكيش روشان على موقع كينوبويسك (الروسية)